# Eram Air
Eram Air – irańska czarterowa linia lotnicza z siedzibą w Tebrizie.